# Jessica Berenice García Quijani
Jessica Berenice García Quijani (Umán, 23 de septiembre de 1995) también conocida como la reina del parataekwondo, es una atleta de taekwondo adaptado mexicana.
En 2022 terminó como segunda del ranking mundial en su categoría; mientras que, en 2023 ganó la medalla de oro tras vencer a la egipcia Salma Ali Abd durante el Campeonato Mundial de Para Taekwondo y así se convirtió en la primera mujer mexicana campeona mundial de esta modalidad.
Debutó en los Juegos Paralímpicos de París 2024 en los que obtuvo el quinto lugar.

## Trayectoria deportiva
Cuando tenía 8 años, Jessica comenzó sus entrenamientos en Mérida, de 2003 a 2015 entrenó taekwondo frente a rivales convencionales, su meta en ese entonces era entrar a una selección estatal, pero competir ante personas sin discapacidad le generaba desventaja.
En 2016, cuando se enteró de que el taekwondo adaptado fue aceptado como deporte paraolímpico, su preparación se transformó y se mudó la Ciudad de México al Centro Nacional de Desarrollo de Talentos Deportivos y Alto Rendimiento para continuar con su entrenamiento. 
En 2022 Mauricio Vila Dosal, gobernador de Yucatán, le entregó el premio estatal del deporte y el galardón como la mejor deportista paralímpica del Mérito Deportivo Yucateco 2022.

## Palmarés
| Año  | Lugar             | Medalla          | Prueba | Evento                                       |
| ---- | ----------------- | ---------------- | ------ | -------------------------------------------- |
| 2024 | Madrid            | Medalla de oro   | K-52   | II Juegos Inclusivos                         |
| 2024 | París             | 5.º lugar        | K44-52 | Juegos Paralímpicos de París 2024            |
| 2024 | Vietnam           | Medalla de plata | K44-52 | Campeonato Asiático en Vietnam               |
| 2023 | Veracruz          | Medalla de oro   | K44-52 | Campeonato Mundial de Para Taekwando de 2023 |
| 2023 | Santiago de Chile | Medalla de plata | K44-52 | Juegos ParaPanamericanos de 2023             |